# Liste der Einträge im National Register of Historic Places im Dimmit County
Die Liste der Registered Historic Places im Dimmit County führt alle Bauwerke und historischen Stätten im texanischen Dimmit County auf, die in das National Register of Historic Places aufgenommen wurden.

## Aktuelle Einträge
| Lfd. Nr. | Name im NRHP                             | Bild | Datum der Eintragung | Adresse/Lage     | Ort             | NRHP-ID  | Beschreibung |
| -------- | ---------------------------------------- | ---- | -------------------- | ---------------- | --------------- | -------- | ------------ |
| 1        | Asher and Mary Isabelle Richardson House |      | 22. Nov. 1988        | US 83            | Asherton        | 88002539 |              |
| 2        | Dimmit County Courthouse                 |      | 14. Aug. 1984        | Public Square    | Carrizo Springs | 84001652 |              |
| 3        | Valenzuela Ranch Headquarters            |      | 18. Juli 1985        | Valenzuela Creek | Catarina        | 85001562 |              |